# Завещание отца (фильм)
«Завещание отца» (кирг. «Атанын керээзи») — социальная драма режиссёров Бакыта Мукула и Дастана Жапар уулу, затрагивающая тему смерти, жизни и миграции для кыргызского народа и современного общества в целом в форме истоории о сыне который с большим трудом выполняет волю отца.
Это полнометражный художественный дебютный фильм двух режиссёров, снятый в студии «Элфильм Студио» в копродукции с Национальной киностудией «Кыргызфильм» им. Т.Океева, при финансовой поддержке Департамента кинематографии при Министерстве культуры, туризма и информации Кыргызской Республики.
Мировая премьера фильма состоялась 31 августа 2016 году в юбилейном 40-м Монреальском Мировом кинофестивале, где картина участвовала в конкурсной программе «Мировая программа первых фильмов» и выиграла главный приз «Золотой Зенит» как лучший дебютный фильм. Фильм выше в прокат 3 сентября 2016 года. Международное жюри из Канады, Франции и Италии присудили главную награду кыргызскому фильму. Данный приз является одним из престижных и первой золотой наградой кинофестиваля класса «А» в истории кыргызского кинематографа. А также первый и единственный «Золотой Зенит» в странах бывшего Советского Союза.
В октябре 2016 года фильм был выдвинут от Кыргызстана на соискание премии «Оскар» в номинации «Лучший фильм на иностранном языке». Помимо этого фильм приглашён для участия в Международных кинофестивалях «Asian World Film Festival» проходящий в Лос-Анджелесе, США, «Евразия» Алматы, Казахстан, «Дидор» Душанбе, Таджикистан, «Листапад» Минск, Республика Беларусь. В начале 2017 года стал номинантом на премию «Ника» в номинации «Лучший фильм стран СНГ и Балтии» российской академии кинематографических искусств и наук. А осенью того же года фильм стал номинантом на престижную премию «APSA Awards» Азиатско-Тихоокеанской Кинопремии в номинации «Лучший сценарий» Азиатско-Тихоокеанской Киноакадемии. Также авторы сценария Дастан Жапар уулу и Бакыт Мукул в качестве номинантов стали членами Азиатско-Тихоокеанской Киноакадемии. Брисбен, Австралия. В итоге фильм “Завещание отца” успел поучаствовать в более 30-ти Международных кинофестивалях всего мира на 5 континентах. Выиграл 23 различных наград на международных кинофестивалях и 7 национальных кинопремий, став одним из самых успешных кыргызских фильмов за последние годы.

## Сюжет
В Бишкек прилетает молодой парень — Азат, который 15 лет жил в эмиграции в США вместе с родителями. Он приезжает в родное село, чтобы расплатиться с долгами умершего год назад в штатах отца Мурата, задолжавшего односельчанам много лет назад. Приехав, он узнаёт, что родной дом и хозяйство заброшено, а младший брат Мурата Чоро и близкие родные давно уехали из села. Несмотря на неприветливый приём односельчан, Азат начинает ремонтировать заброшенный дом, расплачивается с отцовскими долгами. Но в один день появляется Чоро, отсидевший в тюрьме из-за Мурата. Эта встреча раскрывает истину: что на самом деле завещал сыну покойный отец.

## В ролях
- Азат — Иман Мукул
- Бек — Марат Алышпаев
- Касен — Таалай Касымалиев
- Чоро — Бакыт Мукул
- Жоки — Амантур Абдысалам Уулу
- Айсалкын — Тынара Абдразаева
- Айпери — Диана Сабырбекова
- Айсулуу — Умсунай Иманкулова
- Актан — Өмүржан Токторгазиев
- Молдо — Табылды Актанов
- Алия — Рахат Аксултанова
- Девушка — Рыскул Орозова
- Нурай — Дильшада Абдыжапарова
- Уран — Нурбек Мусаев
- Ырыскан — Жангыл Чынгышева
- Сарыкыз — Айсанат Эдигеева
- Ребенок — Алия Кубанычбекова
- Садык — Насирдин Дубашев
- Всадник — Давлет Нургазиев
- Женщина в квартире — Айнура Омуралиева
- Старушка в подъезде — Дурия Ноорузбаева
- Электрик — Теңизбек Абылов

## Съемочная группа
- Режиссеры-постановщики — Бакыт Мукул, Дастан Жапар уулу
- Авторы сценария — Дастан Жапар уулу, Бакыт Мукул
- Продюсеры — Гульмира Керимова, Эрмек Мукул, Талантбек Толобеков
- Испонительные продюсеры — Зейне Касманкулова, Айнагуль Токабаева, Чинара Камчыбекова
- Ассоциативные продюсеры — Бретт Сайсон, Ника Жолдошева
- Оператор постановщик — Акжол Бекболотов
- Художник постановщик — Урмат Осмоев
- Монтаж — Актан Рыскелдиев
- Звукорежиссеры — Керимбек Омуркоджоев, Нуркыз Тунгатарова, Нурлан Разакулов, Нурлан Камчыбеков
- Художник по костюмам — Урмат Осмоев
- Художник по гриму — Бурул Асылбекова
- Второй режиссер — Турсун Усенов
- Оператор — Жандос Жолдошов
- Главный редактор — Талип Ибраимов

## Создание

### Предыстория
Идея-замысел фильма принадлежит Дастану Жапар уулу. Первые наброски сюжетной линии он рассказал Бакыту Мукулу. В свою очередь, выслушав все, Бакыт остался в сомнениях, так как было мало сюжетных действий. Два дня они обсуждали будущий сценарий. На третий день Дастан рассказал что главный герой должен принести прах своего покойного отца. Бакыт застыл на секунду и сказал «Все! Теперь в сюжетной линии все на месте, другого не надо».

### Сценарий
Сценарий написали вместе, Дастан Жапар уулу и Бакыт Мукул. От замысла сценария до её завершения ушло около трёх месяцев. Не имея собственного офиса они два месяца работали над сценарием на бульваре Эркиндик. В жаркие летние дни они кочевали от одной скамейки на другой, куда падала тень от деревьев. Когда все эпизоды были написаны на бумаге, они набрали окончательную версию сценария на компьютере.

### Съемки
Съёмки начались 11-декабря 2015 года, и закончились 15-января 2016 года. По задумке съёмочной группы, фильм должны были снимать осенью. Но из-за финансовых трудностей, график съёмок затянулся. Только в ноябре решились финансовые вопросы и группа продолжила работу. В декабре по всему Кыргызстану выпало большое количество снега. Перед творческой группой встал вопрос: или снимать в этом году зимой или отложить съёмки на следующую осень. Съёмочная группа работала не покладая рук. Нашли места в Иссык-Кульской области где мало выпадают осадки и решились таки выехать на съёмки. Съёмки проходили в Иссык-Кульской области, в селах Тосор, Чон-Джаргылчак, Тон, в городе Балыкчи, а городские съёмки прошли в городе Бишкек. Зимой было холодно и съёмочной группе приходилось испытывать трудности из-за осадков. Актёрам приходилось сниматься в лёгких одеждах так как надо было изображать позднюю осень. В этой связи ни с одним актёром не возникало никаких проблем, все справились со своими задачами на отлично.
Местные жители активно помогали съёмочной группе, также они принимали участие в массовых сценах и снимались в эпизодах.

### Бюджет
Бюджет фильма составил около 80 000$ США. По итогам сценарного конкурса половину бюджета выделил Департамент кинематографии при Министерстве культуры, информации и туризма Кыргызской Республики. Половину бюджета нашла студия «Элфильм Студио» из разных спонсоров.

## Награды и номинации
- Режиссеры фильма с призом Золотой Зенит Монреальского Мирового кинофестиваля2016 — Монреальский Мировой кинофестиваль, Главный приз — Гран при «Золотой Зенит» за лучший дебютный фильм. Монреаль, Канада.
- 2016 — Международный кинофестиваль «Евразия», конкурс «Созвездие Шакена». Премия «Тулпар» в номинации «Лучший центрально-азиатский фильм». Алма-Ата, Казахстан.
- 2016 — Международный кинофестиваль «Дидор», Приз кинокритиков Таджикистана — «За актуальность темы, новизну формы и содержания, за гуманизм». Душанбе, Таджикистан.
- 2016 — Фильм «Завещание отца» выдвинут от Кыргызстана на киноремию «Оскар» Американской Академии кинематографических искусств и наук. Лос-Анджелес, США.
- 2016 — Международный кинофестиваль «Asian World Film Festival», Основной конкурс. Лос-Анджелес, США.
- 2016 — Минский международный кинофестиваль «Листапад», Основной конкурс. Фильм выиграл 3 приза. 1) Диплом от международного жюри «За современный взгляд на традиции». 2) Специальный приз Исполнительного комитета СНГ «Кино без границ» «За развитие культурного сотрудничества и укрепления дружбы между народами». 3) Специальный приз Минского городского исполнительного комитета. Минск, Беларусь.
- 2017 — Международный кинофестиваль в Бенгалуру,[4] Гран при — Лучший Азиатский фильм. Бангалор, Индия.
- 2017 — Международный кинофестиваль Бодхисаттва, Гран при — Golden Bodhisattva Award в конкурсе Международных фильмов. Патна, Индия.
- 2017 — Фильм «Завещание отца» стал номинантом на кинопремию «Ника» в номинации «Лучший фильм стран СНГ и Балтии» Российской академии кинематографических искусств и наук. Москва, Россия.
- 2017 — Национальная кинематографическая премия «Ак илбирс» 1) Премия «Лучший фильм». 2) Премия «Лучший режиссёр». 3) Премия «Лучший сценарий». 4) Премия «Лучший оператор». 5) Премия «Лучший художник». 6) Премия «Лучший монтаж». 7) Премия «Лучшая мужская роль» (Иман Мукул). Бишкек, Кыргызстан.
- 2017 — Пекинский Международный кинофестиваль. Конкурс Дебютных фильмов. Пекин, Китай.
- 2017 — Международный кинофестиваль Фаджр. Основной конкурс Азиатских фильмов. Тегеран, Иран.
- 2017 — Международный кинофестиваль goEast. Основной конкурс. Висбаден, Германия.
- 2017 — Чебоксарский Международный кинофестиваль. Гран при «Анне» Международного конкурса. Чебоксары, Россия.
- 2017 — Международный кинофестиваль в Дурбане. Основной конкурс. Фильм выиграл 3 приза. Гран при — За Лучший фильм, Приз за Лучшую режиссуру и Приз за Лучшую операторскую работу. Дурбан, ЮАР.
- 2017 — Международный кинофестиваль Лукания. Основной конкурс. Фильм выиграл 3 приза. Гран при — За Лучший игровой фильм, Приз за Лучшую сценарий и Награда FlexyMovies Итальянских дистрибьютеров. Маркония, Италия.
- 2017 — Международный кинофестиваль «Восток&Запад». Основной конкурс. Приз за Лучшую режиссуру. Оренбург, Россия.
- 2017 — Якутский Международный кинофестиваль. Основной конкурс. Приз за Лучшую операторскую работу. Якутск, Россия.
- 2017 — Кейптаунский Международный киномаркет и фестиваль. Основной конкурс. Кейптаун, ЮАР.
- 2017 — Международный благотворительный кинофестиваль «Лучезарный ангел». Основной конкурс. Приз за Лучшую дебютный фильм. Москва, Россия.
- 2017 — Карфагенский Кинофестиваль. Секция Азиатских фильмов. Карфаген, Тунис.
- 2017 — Азиатский Кинофестиваль в Барселоне. Основной конкурс. Приз «Cathay Pacific Award» за Лучшую режиссуру[5]. Барселона, Испания.
- 2017 — Международный фестиваль военно-патриотического фильма. Основной конкурс. Специальный приз жюри. Волоколамск, Москва, Россия.
- 2017 — Фильм «Завещание отца» номинант на премию «APSA» Азиатско-Тихоокеанской Кинопремии в номинации «Лучший сценарий» Азиатско-Тихоокеанской Киноакадемии. Также авторы сценария Дастан Жапар уулу и Бакыт Мукул в качестве номинантов стали членами Азиатско-Тихоокеанской Киноакадемии. Брисбен, Австралия.
- 2017 — Международный кинофестиваль в Босфоре. Основной конкурс. Стамбул, Турция.
- 2017 — Азиатский Кинофестиваль «Jogja-Netpac». Основной конкурс. Джакарта, Индонезия.
- 2017 — Международный кинофестиваль «17 мгновений» имени В. Тихонова. Основной конкурс. Специальный приз Прессы. Москва, Россия.
- 2018 — Международный кинофестиваль «Золотой Треугольник». Основной конкурс. Гран при — Лучший художественный фильм. Бхубанешвар, Индия.
- 2018 — Международный Кинофорум «Золотой Витязь». Основной конкурс игрового кино. Приз «Серебряный Витязь». Россия.
- 2018 — Кинофестиваль стран-участниц ШОС. Основной конкурс. Циндао, Китай.

## Отзывы и оценки
«Завещание отца» ещё до выхода на широкие экраны получил массу отзывов. Мнения большинства были положительные. Похвальные отзывы от известных зарубежных кинокритиков преобладали. К примеру, в своей рецензии казахский киновед и кинокритик Гульнара Абикеева отметила что картина получилась мощной и знаковой:

…Кыргызский фильм «Завещание отца» режиссёров-дебютантов Бакыта Мукула и Дастана Жапар уулу. Дуэт дал удивительный результат: картина получилась мощной, знаковой и важной — не только в художественном, но и в историко-социальном плане. — Гульнара Абикеева
Кыргызский киновед и кинокритик Гульбара Толомушева отметила в картине поднятую остро-социальную проблему мигрантов:

… Многие соотечественники, в разные годы покинувшие Кыргызстан, рано или поздно задумываются о том, где будут похоронены. У некоторых возникает желание — последнее пристанище обрести на родине. Эта тема и является сюжетообразующей в фильме «Завещание отца». —  Гульбара Толомушева
Главным редактором Национальной киностудии «Кыргызфильм» знаменитый драматург и сценарист Талип Ибраимов прочитав сценарий фильма отметил:

… Представляется, что данный сценарий затрагивает чрезвычайно важную тему. Тему рассеяния кыргызов по всей планете. Кыргызы сегодня живут в Америке, России, Канаде, Италии и многих других странах, привыкли к комфортной жизни и многие не намерены возвращаться. Для маленького народа — это начало трагедии исчезновения. Сознаем ли мы это? Такой вопрос ставят перед зрителями авторы будущего фильма и его невозможно считать неактуальным, непатриотичным.— Талип Ибраимов
Во время постпродакшна Талип Ибраимов до ухода из жизни посмотревший рабочий вариант фильма прослезился и отметил что фильм стал для него открытием.